# Tuakau
Tuakau är en stad söder om Auckland och norr om Waikatofloden i Nya Zeeland. Tuakau är känd för att Edmund Hillary växte upp här.